# Hitrostno drsanje na Zimskih olimpijskih igrah 1956
Hitrostno drsanje na Zimskih olimpijskih igrah 1956.

## Dobitniki medalj
| Tekma   | Zlato                          | Srebro           | Bron            |
| 500 m   | Jevgenij Grišin                | Rafajel Grač     | Alv Gjestvang   |
| 1500 m  | Jevgenij Grišin Jurij Mihajlov |                  | Toivo Salonen   |
| 5000 m  | Boris Šilkov                   | Sigvard Ericsson | Oleg Gončarenko |
| 10000 m | Sigvard Ericsson               | Knut Johannesen  | Oleg Gončarenko |